# Tryggerska villan

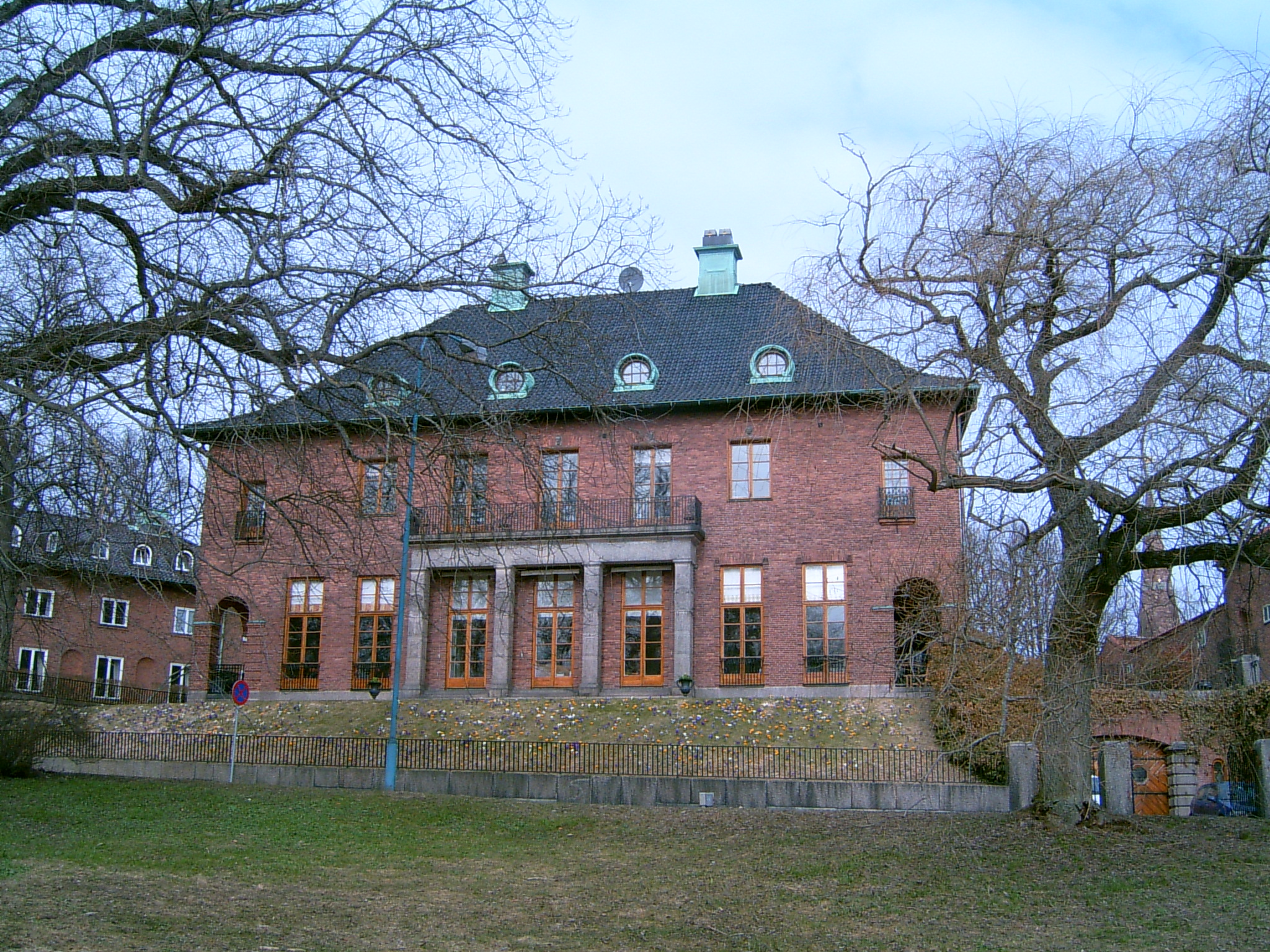
Tryggerska villan i april 2010

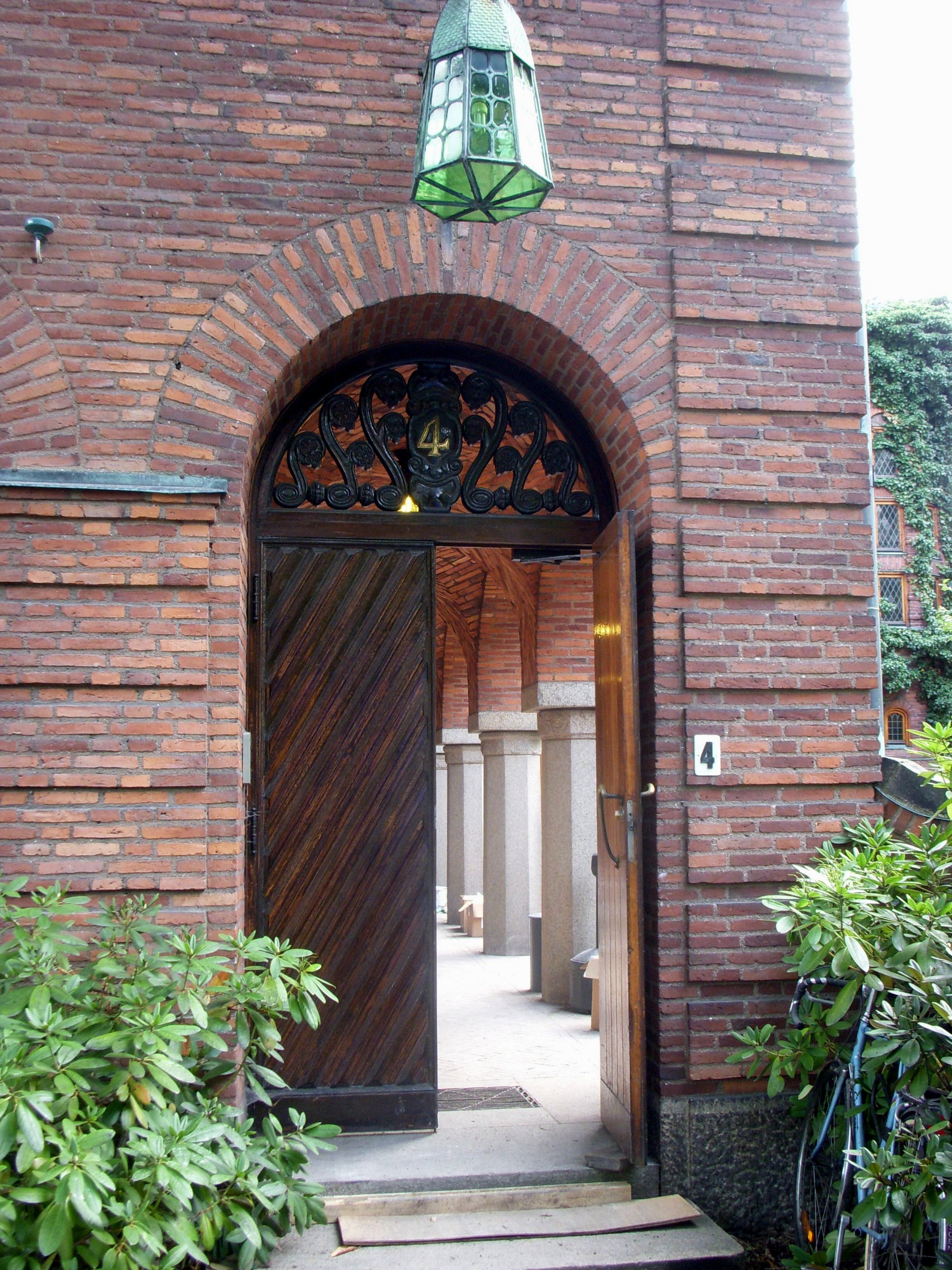
Entrén och arkadgången

Tryggerska villan är en fastighet vid Laboratoriegatan 4, även Nobelgatan 3 (kvarteret Diplomaten 3) i Diplomatstaden, Stockholm. Byggnaden är ritad av arkitekten Ivar Tengbom och uppförd 1914, för justitierådet och sedermera Sveriges statsminister Ernst Trygger med hustru Signe, född Söderström. Villans bostadsyta omfattar drygt 1 400 kvadratmeter och tomten har ett areal av 1 730 kvadratmeter. Fastigheten är blåmärkt av Stadsmuseet i Stockholm vilket betyder "att bebyggelsen bedöms ha synnerligen höga kulturhistoriska värden".

## Utformning

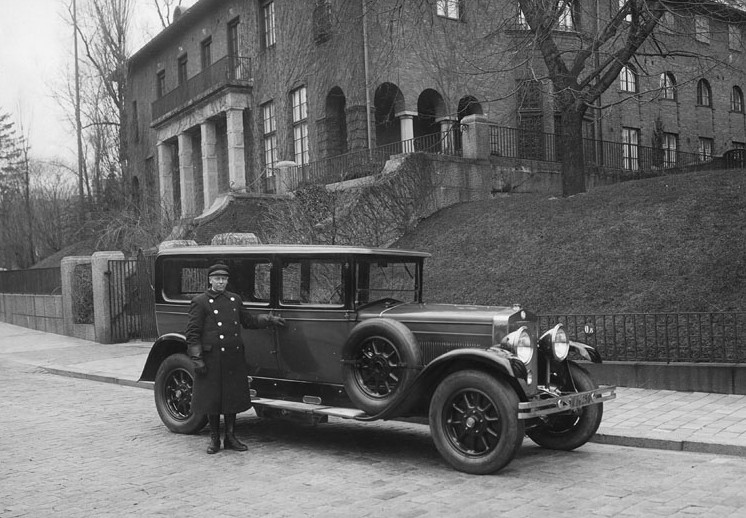
Tryggerska villan sent 1920-tal

Villans fasader är uppförda i mörkrött tegel. Det svängda taket är täckt med svart glaserat taktegel. I taket syns runda, kopparklädda takkupor. Byggnaden upptar nästan hela tomten med sex meters avstånd till tomtgränsen, så som det krävdes i stadsplanen för samtliga tomter inom kvarteren Diplomaten och Ambassadören. Tomten är avsmalnade mot norr och villans plan följer denna form. 
Entrén från norrsidan leder under en arkad förbi en liten innergård fram till husets huvudentré. Längs arkaden grupperar sig enligt ritningarna hushållspersonalens dagrum, serveringsrum och flera kök med utgång till köksgården. Huvudentrén leder in en stor hall med öppen spis. Rakt fram med utsikt över Djurgårdsbrunnsviken  finns “Stora salongen” som är omgiven av matsalen, "Herrum" och "Fruns salong". Från hallen leder huvudtrappan till övre planet. Här finns sex gästrum, ett stort sovrum för herrskapet och fyra mindre sovrum, flera badrum och ett “Fruns klädrum” med direktingång från stora sovrummet. I ett mellanplan över kökslängan ligger tjänstestabens bostad med eget kök, bad och toalett. Ritningen anger sex rum med texten "Domestik", en äldre beteckning för hushållspersonal.

## Senare ägare
Ernst Tryggers son, direktör Carl Trygger, tog över huset efter sin far. Villan såldes 1981 av dödsboet efter Carl Trygger till Advokatsamfundet för 7 miljoner SEK. I fastigheten finns även Juridiska Biblioteket i Stockholm med en samling på närmare 50 000 band. Biblioteket är öppet för alla som har avlagt examen vid juridiska fakulteter och för juridikstuderande.
År 2008 pågick en omfattande renovering av hus och trädgård.